# Hake
Hake, Haki ou Haco, le frère de Hagbard, est un fameux roi de la mer de Scandinavie, dans la mythologie nordique. Il est mentionné au XIIIe siècle dans la  Gesta Danorum de Saxo Grammaticus  ainsi que dans d'autres sources comme la Ynglinga saga, Nafnaþulur, Völsunga saga.

## Saga des Ynglingar
Snorri Sturluson rapporte dans l'Ynglinga saga que Haki avait rassemblé une grande force de guerriers 
avec son frère  Hagbard qui lui même est le héros de légendes très populaires de l'ancienne Scandinavie, (C.f Hagbard & Signý). Lorsque Haki considère qu'il a acquis une puissance suffisante et assez de partisans il se proclame lui-même roi de Suède, et s'avance avec son armée jusqu'à la résidence royale suédoise d'Uppsala. Haki était un guerrier brutal et disposait de douze champions dont le semi-légendaire guerrier  
Starkad l'Ancien. Le roi suédois Hugleik,  avait également assemblé une grande armée et était soutenu par les deux champions Svipdagr et Geigad.  Sur le Fyrisvellir, au sud d'Uppsala, il y eut une grande bataille au cours de laquelle l'armée suédoise est vaincue. Haki et ses hommes capturent les champions suédois  Svipdag et Geigad puis ils attaquent le  cercle de boucliers  dressé autour du roi suédois et le tuent ainsi que ses deux fils. Haki et ses guerriers s'emparent des provinces de la Suède et Haki s'autoproclame roi de Suède. Puis pendant  trois années il mène une vie paisible et heureuse pendant que ses guerriers effectuent des expéditions lointaines et amassent des fortunes.
Toutefois le souverain précédent, Hugleik, avait deux cousins nommés Eric et Jorund, qui s'étaient rendus fameux en tuant Gudlög, le roi d'Hålogaland. Lorsqu'ils apprennent  que les champions du roi Haki sont partis au loin dans de expéditions de pillage, ils rassemblent une grande force et se dirigent vers la Suède. Ils sont rejoints par de nombreux Suédois qui voulaient réinstaller la dynastie Yngling sur le trône de Suède.
Les deux frères parviennent à  Mälaren, se dirigent vers Uppsala et ils atteignent le Fyrisvellir. Là, ils sont accueillis par le roi Haki, qui disposait d'une armée considérablement inférieure. Haki était cependant un guerrier valeureux qui élimine de nombreux ennemis et tue Eric, qui tenait la bannière des deux frères pendant que Jorund et ses hommes fuient vers leurs navires, alors que dans le combat Haki avait été mortellement blessé. Haki demande que l'on affrète un bateau viking, qui était chargé de ses guerriers morts et de leurs armes. Il fait hisser les voiles et mettre le feu à un morceau de bois goudronné, il demande ensuite à être recouvert d'un tas de fagots de bois. Haki était presque mort lorsqu'il fut étendu sur ce bucher. Le vent soufflait vers la mer et le bateau s'éloigna en flamme entre les petites îles de la mer. Sa fin a été souvent évoquée et lui a donné une grande renommée 

## Autres traditions
La plupart des légendes entourant Haki sont probablement perdues. Dans la Völsunga saga, Gudrun et Brynhild ont une discussion sur le « plus grand des hommes », faisant référence à une légende maintenant perdue, où les fils de Haki n'ont pas encore vengé leurs sœurs en tuant le diabolique Sigar car la faide avec Sigar se poursuit et Hagbard n'a pas encore été pendu:

« « Bonne paroles », dit Gudrun, « faisons de même; quels rois croyez-vous avoir été le premier de tous les hommes? » Brynhild dit: « Les fils de Haki et ceux de  Hagbard; ils ont réalisé de nombreux actes de renommée dans la guerre  » Gudrun répond: «  De grands hommes certes, et d'une noble renommée! Pourtant Sigar prit l'une de leurs sœurs, et brûla l'autre, leur maison et tout le reste; et ils peuvent être considérés comme lents à avoir exercé leur vengeance; pourquoi n'avez-vous pas nommé mes frères qui ont tenu à être les premiers des hommes comme à cette époque ?» »

Dans le Livre VII de la  Gesta Danorum, Haki (Haco) tue Sigar, afin de venger la mort de son frère  Hagbard. Dans cet ouvrage , Saxo Grammaticus présente Haki comme un roi de Danemark, et Hugleik, dénommé Huglet(h)us, est un roi irlandais. 
Saxo écrit que  Starkad et Haki mènent leur flotte en Irlande où règne le riche et avare roi
Hugleik. Hugleik n'avait jamais été généreux envers un homme honorable, mais dépensait toutes ses richesses pour entretenir des mimes et des jongleurs. Malgré son avarice, Hugleik avait deux grands champions Geigad et Svipdagr. Lorsque la bataille débute, les jongleurs et les mimes pris de panique s'enfuient, et seuls Geigad et Svipdag restèrent pour défendre Hugleik, mais ils combattirent comme une armée entière. Geigad  inflige à Starkad une blessure à la tête qui était si grave que Starkad composera, plus tard des chansons à ce sujet. Starkad tue Hugleik et met en fuite les Irlandais. Il fait ensuite fouetter et battre les jongleurs et les mimes pour les humilier. Ensuite, les Danois transportent les richesses de Hugleik à Dublin pour y être publiquement pillées, et il y en avait tellement que personne ne se souciait d'un strict partage équitable. Lorsque  Haki apprend que son frère Hagbard a été tué par Sigar, il venge son frère. Cependant, tuer Sigar ne suffisait pas à assouvir sa soif de sang

« Alors Haco devint un vainqueur cruel et courut après sa bonne fortune d'une façon si criminelle que sa soif d'un universel carnage le poussa à ne tenir compte ni de la condition ni du sexe de ses victimes. Il ne connut ni pitié ni la honte quand il fit rejaillir sur son épée le sang des femmes et qu'il brutalisa avec la même férocité ravageuses les mères et les enfants »

Il fut finalement chassé peu après par le fils de Sigar nommé Siwald et il s'enfuit vers l'Écosse avec trois bateaux et y mourut deux années plus tard